# Falta (futebol)
A falta no futebol é um lance onde determinada irregularidade é marcada pelo árbitro. A falta pode ser cometida de forma proposital ou não pelo jogador. Ela desencadeia outros lances como pênalti e tiro livre indireto. A cobrança de uma falta pode gerar uma reversão, que é cometida quando o jogador comete alguma irregularidade durante a cobrança da falta, como tocar na bola antes de o juiz apitar, ou com a bola rolando, ou fora do local determinado pelo juiz. Uma falta pode ser cometida por todos os jogadores em campo, inclusive o goleiro. Uma falta pode, também, gerar cartões para quem o comete. Uma falta simples pode não gerar cartões. Uma falta média, pode gerar um cartão amarelo, já uma falta grave, pode levar o jogador a expulsão com um cartão vermelho. Uma falta pode ser cobrada com tiro livre indireto, ou por dois lances, dependendo de como ela ocorreu.
Por falta, podemos considerar:
- Colisões entre jogadores.
- Ofensas entre jogadores.
- Segurar o jogador alheio.
- Encostar a bola na mão, jogadores de linha (com ou sem intenção)
- Pé alto.
- Jogada perigosa.
- Ter a intenção de atingir o jogador adversário.
- Fora de jogo